# Tórtora de les Galápagos
La tórtora de les Galápagos (Zenaida galapagoensis) és una espècie d'ocell de la família dels colúmbids (Columbidae), endèmic de les illes Galápagos.